# 18155 Jasonschuler
18155 Jasonschuler (2000 PF2) là một tiểu hành tinh vành đai chính được phát hiện ngày 1 tháng 8 năm 2000 bởi nhóm nghiên cứu tiểu hành tinh gần Trái Đất phòng thí nghiệm Lincoln ở Socorro. It is one of the most dense tiểu hành tinh belts in the solar system